# بدلفان
بدلفان منطقه‌ای است بین روستاهای چاه بنارد و ایلود، (۶ کیلومتری غرب روستای ایلود)، بخش مرکزی، شهرستان بستک، استان هرمزگان. در این مکان آثار روستایی است به همین نام (بُدْلُفان) که گفته می‌شود چند سده پیش بر اثر زلزله و یا حوادث دیگر از بین رفته است  و اهالی به شش کیلومتری شرق روستا نقل مکان کرده اند و سکنی گزیده‌اند، که منجر به شکل گیری روستای ایلود کنونی  گردیده است. 